# Rubén de la Red
Rubén de la Red Gutíerrez (ur. 5 czerwca 1985 w Madrycie) – hiszpański piłkarz, grający najczęściej na pozycji defensywnego pomocnika. Razem z ekipą „Azulones” w sezonie 2007/08 dotarł do ćwierćfinału Pucharu UEFA, gdzie w drugim meczu z Bayernem Monachium już w szóstej minucie otrzymał czerwoną kartkę. Getafe ostatecznie zostało wyeliminowane z rozgrywek po dogrywce. Po zakończeniu sezonu 2007/08 de la Red ponownie dołączył do drużyny z Santiago Bernabéu.
De la Red często grał w drużynie, ale 30 października 2008 r. podczas meczu z trzecioligowym Realem Unión Irún zdarzył się wypadek. W 13. minucie meczu zawodnik zasłabł i upadł na murawę. Stracił przytomność. Został zniesiony z boiska i natychmiastowo odwieziony do szpitala w Irun. Pierwsza diagnoza wydana przez klubowych lekarzy Realu Madryt mówiła o obniżeniu ciśnienia tętniczego. W karetce odzyskał przytomność. W przeciągu miesiąca piłkarz przeszedł przez szczegółowe i skomplikowane badania, nadzorowane przez zespół medyczny klubu. W międzyczasie otrzymał wiele słów wsparcia od kibiców, piłkarzy i ówczesnego prezesa Realu Madryt – Ramóna Calderóna. W grudniu lekarze nie wydali oficjalnego oświadczenia na temat stanu zdrowia de la Reda i klub postanowił odsunąć zawodnika od pierwszej drużyny do czasu wydania ostatecznej diagnozy, którą przesunięto na koniec sezonu. Piłkarz nie zagrał już w sezonie 2008/09.
Piłkarz nie zagrał też w sezonie 2009/2010, powodem jest brak zgody służb medycznych klubu. Zawodnik będzie poddawany comiesięcznym badaniom i w razie ich pozytywnego wyniku otrzyma pozwolenie na dołączenie do zespołu rezerw i odbudowanie formy fizycznej. Na początku lipca Real Madryt podjął decyzję o niewłączeniu de la Reda do składu na sezon 2009/10, co oznacza, że zawodnik nie zagra
w żadnych rozgrywkach tego sezonu. Piłkarz nie zagra również w sezonie 2010/2011 również z powodu braku zgody służb medycznych klubu.
3 listopada 2010 roku de la Red oficjalnie zakończył karierę piłkarską. Powodem wycofania się z gry są kłopoty z sercem trwające od 2008 roku. Po przejściu na piłkarską emeryturę przyjął posadę w sztabie trenerskim Realu Madryt obejmując jedną z drużyn młodzieżowych w klubie.